# Братија (Беревоешти)
Братија (рум. Bratia) насеље је у Румунији у округу Арђеш у општини Беревоешти. Oпштина се налази на надморској висини од 579 m.

## Становништво
Према подацима из 2002. године у насељу је живело 148 становника, од којих су сви румунске националности.